# کریس راک
کریستوفر جولیوس «کریس» راک سوم (به انگلیسی: Christopher Julius "Chris" Rock III) (زاده ۷ فوریهٔ ۱۹۶۵) بازیگر و کمدین آمریکایی است.
وی در سال ۲۰۰۵ و ۲۰۱۶ و ۲۰۲۱ اجرای مراسم اسکار را بر عهده داشت.
وی در مراسم اسکار ۲۰۲۱ در روی صحنه به علت شوخی که با همسر ویل اسمیت انجام داد، مورد تهاجم و ضربه وی قرار گرفت. ویل اسمیت بعدها از این حرکت عذرخواهی کرد.

## فیلم‌شناسی
- پلیس بورلی هیلز ۲ (۱۹۸۷)
- بومرنگ (۱۹۹۲)
- گروهبان بیلکو (۱۹۹۶)
- اسلحه مرگبار ۴ (۱۹۹۸)
- تعصب (۱۹۹۹)
- پرستار بتی (۲۰۰۰)
- جی و باب ساکت پاتک می‌زنند (۲۰۰۱)
- پایین به زمین (۲۰۰۱)
- سلول قهرمان (۲۰۰۱)
- رئیس دولت (۲۰۰۳)
- پاپاراتزی (۲۰۰۴)
- ماداگاسکار (۲۰۰۵) صداپیشه
- ماداگاسکار: فرار به آفریقا (۲۰۰۸) صداپیشه
- تو حریف زوهان نمی‌شی (۲۰۰۸)
- فیلم زنبور (۲۰۰۸) صداپیشه
- بزرگ‌شده‌ها (۲۰۱۰)
- ماداگاسکار ۳: تحت تعقیب‌ترین‌های اروپا (۲۰۱۲) صداپیشه
- وقتی حامله هستی باید منتظر چه چیزی باشی (۲۰۱۲)
- بزرگ‌شده‌ها ۲ (۲۰۱۳)
- پنج‌تای برتر (۲۰۱۴)
- ساتردی نایت لایو (۲۰۱۴) میزبان

```
هفته
 (۲۰۱۸)
```

- اره ۹ (۲۰۲۰)